# Боронок, Алексей Никитич
Алексей Никитич Боронок (Баранок) (1852—1892) — русский генерал, участник Среднеазиатских походов.

## Биография
Алексей Боронок родился 28 февраля 1852 года.
Начал военную службу 29 октября 1868 года унтер-офицером из вольноопределяющихся в 61-м пехотном Владимирском полку.
По окончании Рижского пехотного юнкерского училища, 13 ноября 1874 года, Боронок был произведён в прапорщики.
В мае 1877 года он был назначен старшим адъютантом штаба 16-й пехотной дивизии (16 июня произведён в подпоручики), которой командовал Скобелев, и с тех пор, следуя за «белым генералом» при всех назначениях последнего, стал его любимым адъютантом. Участвовал в русско-турецкой войне 1877—1878 гг.; во время усиленной рекогносцировки Иметлийского прохода под Боронком была убита лошадь, и он, при падении, получил тяжелые ушибы и был причислен ко 2-му классу раненых. За боевые отличия он был произведён в поручики (со старшинством с 30 августа) и в штабс-капитаны (28 ноября 1877 года), а также награждён несколькими орденами.
Возвратившись в 1879 году в Россию, Боронок 19 января 1880 года был произведён в капитаны и скоро был призван Скобелевым к участию в разработке плана организации предстоявшей Ахал-Текинской экспедиции в боевом и хозяйственном отношении и затем был назначен в распоряжение Скобелева, заняв при нём должность старшего адъютанта. Сопровождая всюду Скобелева, Боронок принял участие во всех выдающихся стычках и боях, нередко выступая в роли руководителя отдельных отрядов; так, при занятии Егян-Батыр-Калы, 5 июля, он командовал передовой оборонительной линией, наскоро укрепив её. Затем в деле 4 декабря Боронок выполнил сложную и выдающуюся по трудности задачу:
Неутомимая деятельность в исполнении возложенных на капитана Баранка бесчисленных, помимо его прямой обязанности, поручений, доблестная храбрость, достойная подражания, выказались во все время боевой деятельности экспедиции. В деле 6-го июля, начальствуя цепью наездников, он сдерживал натиск всей неприятельской кавалерии. В деле 4-го декабря, командуя соединенною цепью роты охотников, команды осетин и полтавской сотни казаков, он с боя взял занятые превосходными массами неприятеля укрепленные оборонительные стенки с южной стороны Янги-кала. Овладев ими, он удерживал их во все время флангового марша главных сил к Геок-Тепе, и дал возможность беспрепятственно совершить это движение. При штурме Денгиль-Тепе капитан Баранок проявил тот же доблестный пример неустрашимости, присутствия духа и самоотвержения.
За этот подвиг А. Н. Боронок был награждён орденом св. Георгия 4-й степени и произведён в майоры (со старшинством также с 4 декабря). Кроме того, за эту кампанию он получил золотое оружие с надписью «за храбрость» и чин подполковника (12 января 1881 года). Огромная работоспособность и добросовестность Боронка в канцелярской работе и хладнокровие, распорядительность и «дерзость» в бою выдвинули его на служебном поприще и снискали ему безграничное доверие Скобелева, что последний непрестанно подчеркивал в официальных и частных отношениях, на письме и на словах.
В 1882 году Боронок был произведён в полковники (16 июля) и получил назначение состоять при военном министре. С 1 января 1884 года числился чиновником для особых поручений V класса при Военном министре. Деятельность его в новой должности скоро доставила ему известность в армии, и имя Боронка стало грозой для войсковых начальников, питавших пристрастие к казённому добру. Генерал Ванновский, оценив познания Боронка в области военного хозяйства и отчётности, стал поручать ему, по Высочайшему повелению, наблюдение за призывом новобранцев и поверку действий уездных воинских начальников при приёме и распределении новобранцев на службу, затем ревизию управлений и заведений Закаспийской области, Кавказа и Донской области в 1889 году, снова Закаспийской области и Закаспийской железной дороги в 1890 году Боронок своей ревизионной деятельностью раскрыл массу злоупотреблений, и в большинстве случаев ревизия Боронка кончалась отрешением от должности ревизуемого и возбуждением уголовного преследования, хотя были и такие случаи, что виновные, не дожидаясь расследования и суда, кончали жизнь самоубийством. Ненависть и постоянные угрозы со стороны разоблачённых, по-видимому, тяготили Боронка, и он неоднократно обращался к военному министру с просьбой освободить его от тяжелой обязанности. Генерал Ванновский отказывался даже выслушивать эти ходатайства и только напоминал Боронку: «Вы — солдат и должны исполнять порученное». Следует отметить, что, когда часть или управление оказывались вполне исправными, Боронок немедленно ходатайствовал о внеочередных наградах и повышениях по службе для отличившихся.
За выдающуюся деятельность Боронок многократно получал Монаршее благоволение и 30 августа 1892 года, на восемнадцатом году службы, был произведён в генерал-майоры. Тотчас же военный министр передал Боронку повеление обревизовать некоторые учреждения и части в Туркестане. 5 октября он прибыл в Ташкент, но, едва успев приступить к ревизии, заболел кишечной болезнью, прервал свою работу и после операции, 27 октября 1892 года, Алексей Никитич Боронок скончался. Смерть его поразила всех своей неожиданностью и вызвала много толков и слухов. Ванновский узнав о его кончине, объявил в Военном совете: «Сегодня я потерял свои глаза — Боронок умер».

## Награды
Среди прочих наград Боронок имел ордена:
- Орден Святой Анны 4-й степени (1877)
- Орден Святого Станислава 3-й степени с мечами и бантом (1877)
- Орден Святой Анны 3-й степени с мечами и бантом (1877)
- Орден Святого Станислава 2-й степени с мечами (1879)
- Орден Святого Владимира 4-й степени с мечами и бантом (1879)
- Орден Святой Анны 2-й степени с мечами (1880)
- Орден Святого Георгия 4-й степени (27 марта 1881)
- Золотое оружие «За храбрость» (28 января 1882)[2]
- Орден Святого Владимира 3-й степени (1885)
- Персидский орден Льва и Солнца 3-й степени (1882)